# فريدريك كراغ
فريدريك كراغ هو موظف مدني ودبلوماسي وسياسي دنماركي، ولد في 6 مارس 1655، وتوفي في 24 سبتمبر 1728. انتخب Vice Governor-general of Norway ‏ (1714 – 1721).